# Wilchuwatka (obwód połtawski)
Wilchuwatka (ukr. Вільхуватка) – wieś na Ukrainie, w obwodzie połtawskim, w rejonie połtawskim, w hromadzie Czutowe. W 2001 liczyła 654 mieszkańców.